# Zueco

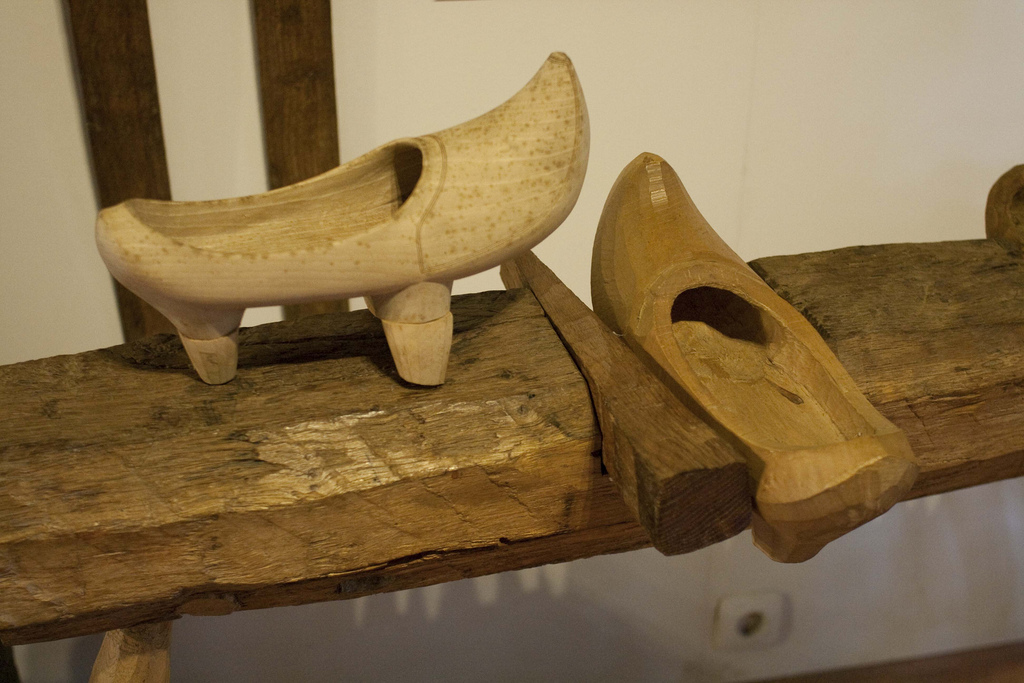
Albarcas cántabras tradicionales, en el Museo Etnográfico de Cantabria.

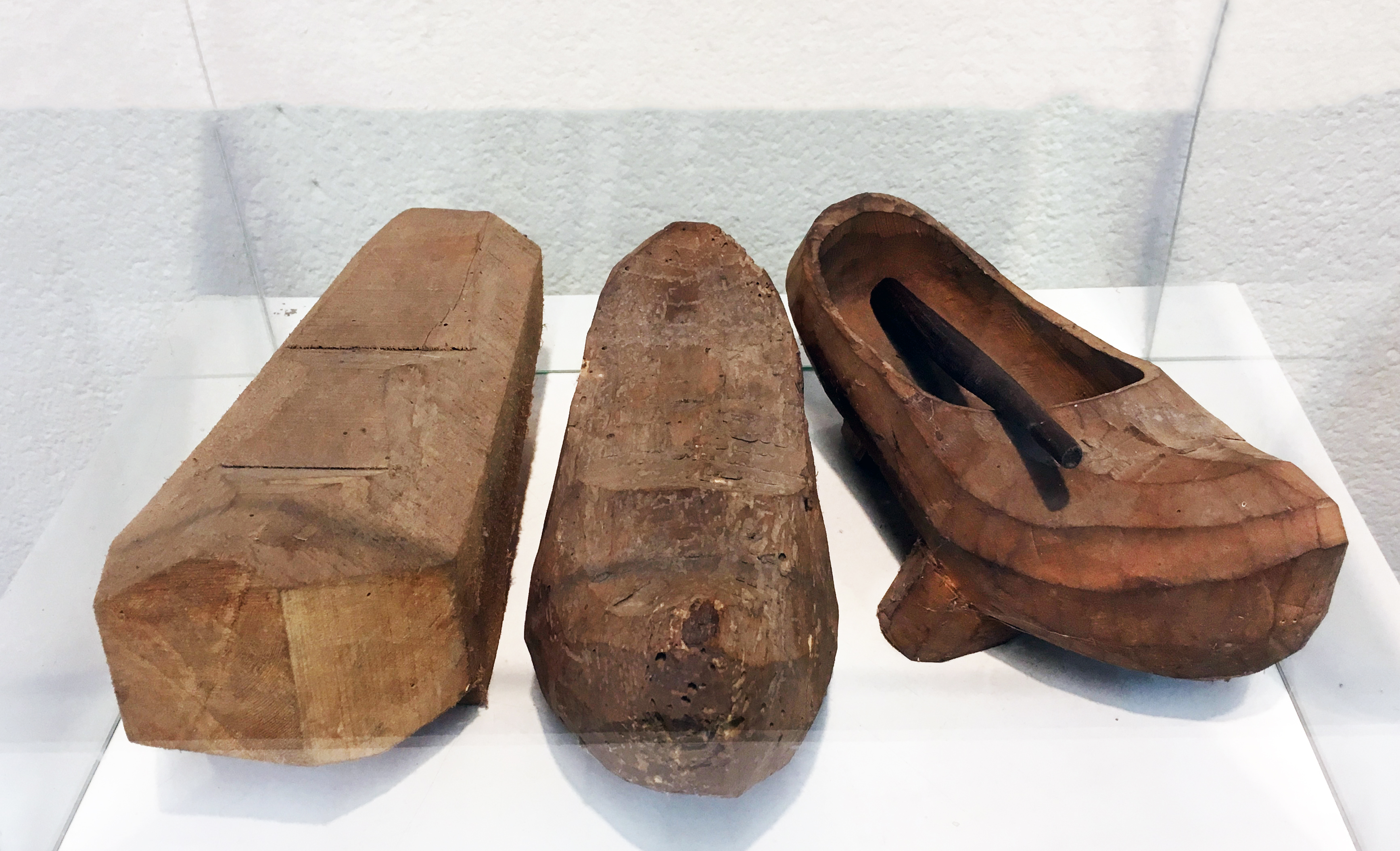
Madreñas asturianas tradicionales, en el Museo Etnográfico de Grado, Asturias.

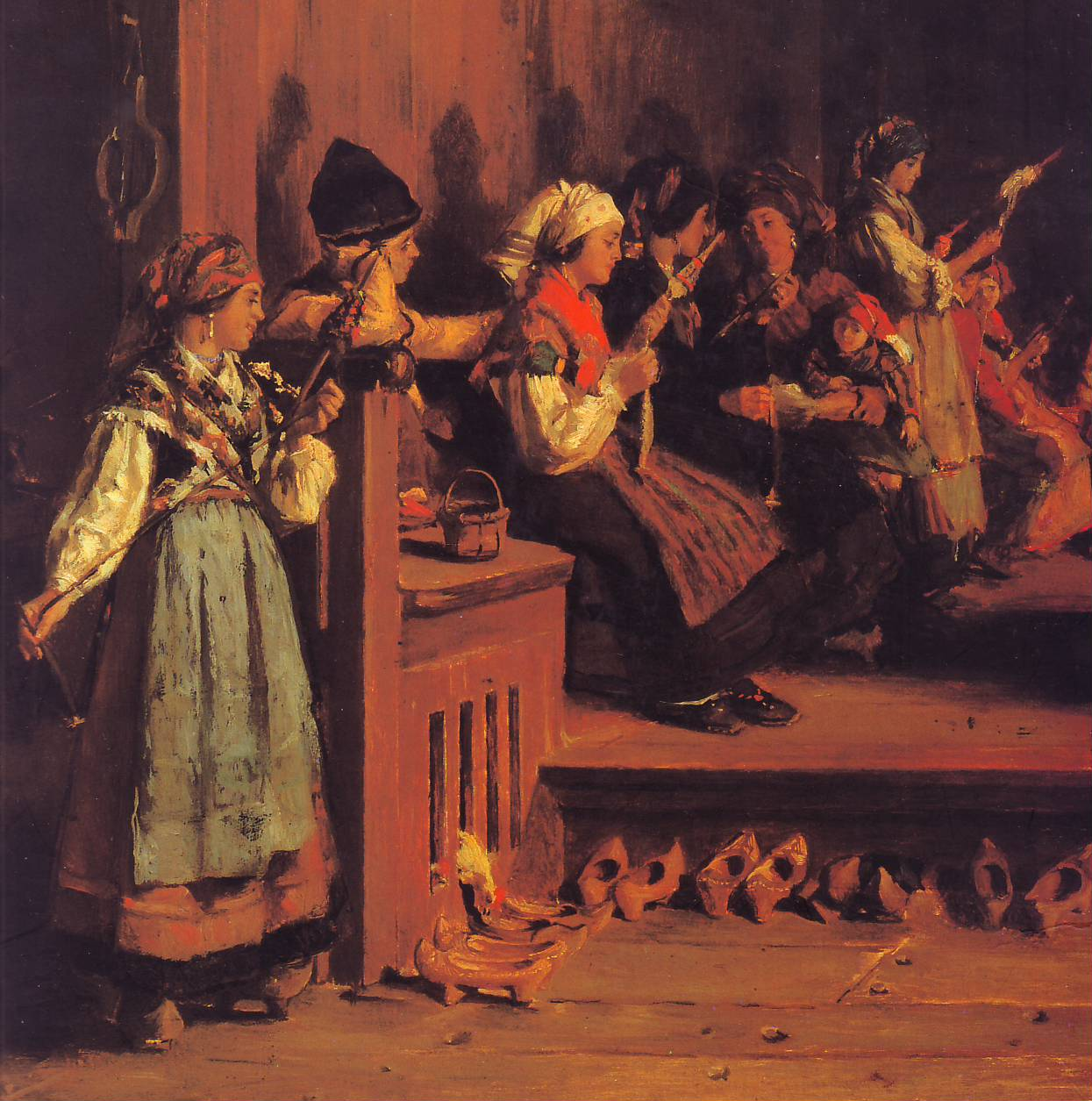
Abajo, en primer plano, una hilera de madreñas. Detalle de la tabla de Álvarez Catalá titulada Filandón.

El zueco (del latín soccus), la almadreña o madreña, la albarca o abarca, la galocha y la zoca gallega, hacen referencia a un tipo de calzado fabricado, por lo general de forma artesana y en madera, y de una sola pieza. Fueron utilizados, y aun se usan en áreas rurales del norte de España (Asturias, Cantabria, Galicia, León y País Vasco), y zonas de montaña de Castilla y León, Aragón y Cataluña, como calzado de trabajo en el campo, además de calzado protector en fábricas, minas y granjas.

## Fabricación
En España, para facilitar su fabricación se trabaja la madera aún verde de aliso, haya, nogal, y con menos frecuencia el castaño, el álamo y la zalgatera; en las piezas de adorno la más utilizada es la de abedul (más blanda pero poco duradera si se usa para la labor). En León y Asturias, se utiliza la galocha o madreña con tres tacones, dos delanteros y uno trasero, para trabajar en el campo.

## Descripción
En un zueco, madreña o albarca pueden describirse las siguientes partes:
- Pico: Parte superior delantera.
- Papo: Parte delantera o curva frontal.
- Capilla: Parte delantera superior que cubre los dedos.
- Boca: Abertura por donde se introduce el pie.
- Flequillo: Rebaje que bordea la boca por la parte superior.
- Casa: Cavidad interior que ocupa el pie.
- Calcañar: Parte trasera.
- Pies: Los tres soportes o tacos inferiores, dos delanteros y uno posterior, para colocar los tarugos.
- Tarugos: Suplemento de madera que se va reponiendo cuando se desgastan o rompen al caminar. Suelen estar hechos de madera de avellano o de roble joven. En las últimas décadas en vez de tarugos se han colocado clavos o tacos de goma.[2]

## Distribución y valor cultural
Los zuecos suelen asociarse al traje regional en muchas provincias de España e incluso a la identidad etnográfica de naciones como los Países Bajos y Suecia. Han sido considerados oficialmente como calzado de seguridad, además de ser considerados como saludables para los pies.
En Inglaterra se tallaban tradicionalmente con madera de aliso y fueron utilizados por todas las clases en los siglos XVIII y XIX. Existe una teoría que dice que el claqué o baile del tap se originó en los molinos de algodón de Lancashire, cuando los empleados, que utilizaban dicho calzado para no resbalar en el suelo mojado, bailaban golpeándolos contra el suelo al ritmo de los telares. Desde el año 2002 comenzaron a circular los zuecos de plástico.